# أولريكه مارا
أولريكه مارا Ulrike Mara (ولدت في 1946 في باد إيستشل) هي أديبة نمساوية.
تعيش أولريكه مارا وتعمل مدرسة في مسقط رأسها. يتسم شعرها بوفرة المجاز وكذلك لغتها النثرية في رواياتها. وهي عضو في تجمع أدباء جراتس.

## من أعمالها
- فن الطيران (رواية 1996)
- مع أرواح حمراء وفم أسود (قصائد 1999)
- ثلاثية إيشل Ischler Trilogie (نار الملح - رقصة الثلج - فارس نهر التراون)
- إخوة الجحيم (رواية تاريخية 2006)